# Arno (Illes Marshall)
Arno (en marshallès: Arņo) és un atol de l'oceà Pacífic que forma un districte legislatiu de la cadena Ratak de les Illes Marshall. Comprèn 133 illes i illots, té una superfície terrestre de tan sols 13 km². A diferència de la majoria dels altres atols, Arno tanca tres llacunes diferents, una de central, gran, i dues de més petites al nord i a l'est. La llacuna principal tanca una superfície de 338,7 km². Es troba a tan sols 20 quilòmetres de l'atol de Majuro, capital de les Illes Marshall. Segons el cens del 2021 la població de l'atol de Namu era de 1.141 habitants. Els illots més poblats són Ajeltokrok, Kobjeltak, Rearlaplap, Langor i Tutu.

## Història
L'Imperi Alemany va reclamar l'atol d'Arno juntament amb la resta de les Illes Marshall el 1885. Després de la Primera Guerra Mundial va quedar sota el Mandat de les Illes del Pacífic de l'Imperi Japonès. A la fi de la Segona Guerra Mundial va quedar sota el control dels Estats Units com a part del Territori en Fideïcomís de les Illes del Pacífic fins al 1986, quan les illes Marshall van aconseguir la seva independència.